# Opel
Opel (AG od Aktiengesellschaft - Akcionarsko društvo) je nemački proizvođač automobila sa sedištem u Riselshajmu kojeg je osnovao Adam Opel 1862. godine. Kompanija je započela s proizvodnjom automobila 1899, a 1929. Opel je postao deo koncerna Dženeral motorsa. Nastavio je da radi pod starim imenom „Adam Opel AG“ i predstavlja najveći Dženeral motorsov brend u Evropi, zajedno sa Voksolom (u Ujedinjenom Kraljevstvu).
U 2010. godini, kompanija je prodala preko 1,1 miliona putničkih automobila i lakih komercijalnih vozila u Evropi, čime je ostvarila tržišni udeo od 6,2 odsto. Na domaćem tržištu u Nemačkoj, Opel je bio treći u prodaji automobila sa tržišnim udelom od 7,6 odsto. Opel je jedan od najvećih nemačkih proizvođača automobila i pored glavne fabrike u sedištu u Riselshajmu u Nemačkoj ima još tri fabrike u Bohumu, Kajzerslauternu i Ajzenahu, i dodatnih šest u drugim zemljama Evrope. Godine 2011. „Adam Opel GmbH“ ponovo postaje akcionarsko društvo „Adam Opel AG“ (GmbH od 2005. do kraja 2010).
Дана 6. marta 2017. godine PSA grupa je zajedno sa francuskom bankom BNP Pariba od američkog Dženeral motorsa preuzela evropske automobilske brendove, nemački Opel i britanski Voksol za 2,2 milijarde evra.

## Istorija

### Osnivanje i rane godine
Kompanija je osnovana 1862. godine i u početku, je njen osnivač Adam Opel pravio šivaće mašine u bravarskoj radionici svog oca u Riselshajmu, u Nemačkoj. Nedugo zatim počeo je sa prodajom bicikala, a 1886. godine je tržištu ponudio prvi bicikl marke „Velosiped“. Bicikla iz Riselshajma su veoma brzo postala popularna. Osnivač, Adam Opel je umro 1895. godine, kada je njegova kompanija bila evropski lider u proizvodnji šivaćih mašina, sa godišnjom proizvodnjom većom od 2000 komada. Do polovine dvadesetih godina 20. veka, Opel je postao poznat kao najveći proizvođač bicikala na svetu. U međuvremenu je počeo sa proizvodnjom motocikala. Automobilska tradicija Opela počela je 1899. godine, što ovu kompaniju čini drugim najstarijim proizvođačem automobila u Nemačkoj, odmah nakon Dajmler-Benc.
Prvi automobil je proizveden davne 1898. godine, po licenci Lucmana, a nazvan je „Opel-Lucman“. Međutim, dve godine posle, po raspadu partnerstva, Opelov sin potpisuje licencni ugovor s automobilskom industrijom „Darak S.A“. iz Francuske i počinje proizvodnja vozila zvanih „Opel-Darak“. Automobili su bilo sastavljeni od Opelove karoserije na Darakovoj šasiji, a pokretani su pomoću motora sa 2 cilindra.
Godine 1906. Opel je pokrenuo svoju sopstvenu proizvodnju koju je prvi put izložio na Hamburškom sajmu automobila. Sledeće godine, Opel je prestao s proizvodnjom „Opel-Darak“ automobila. Godine 1911, fabrika je u potpunosti izgorela, pa je izgrađena nova, koja je bila opremljena s najmodernijim mašinama u to vreme. Od 1911. godine, sva proizvodnja se sastoji od proizvodnje automobila, motocikala i bicikala. Godine 1914. Opel je postao najveći proizvođač automobila u Njemačkoj. Brend je postao poznat kao proizvođač popularnih i pristupačnih hit modela, kao što su „Doktorvagen“ (1909) i „Pupen“ (1914). Ovi modeli su postavili temelje za Opelovu korporativnu politiku da proizvodi kvalitetna, pouzdana i pristupačna vozila za širi segment klijenata.

### Preuzimanje Opela od strane Dženeral motorsa
Nastavljajući sa inovacijama na svim poljima, tokom 1920. Opel je postao prvi nemački proizvođač koji je uveo proizvodnu liniju za sklapanje automobila i masovnu proizvodnju, zahvaljujući kojoj je izbacio na tržište model „laubfroš“. Sa ovim modelom Opel je do 1928. postao najveći izvoznik automobila iz Nemačke. Iste godine Opelov raketni automobil RAK 2 obara kopneni brzinski rekord na trkačkoj stazi Berlin Avus. Fric fon Opel je uspeo da dostigne brzinu od 238 km/h, što je u to vreme bio nezamisliv poduhvat. Godinu dana kasnije, avion Opel Sander RAK1 je lansiran sa jednog velikog trga u Frankfurtu i to je bio prvi javni raketni let sa ljudskom posadom u istoriji, iako veoma kratak. Početkom 1929. godine izvršene su pripreme za prodaju kompanije, naime porodična kompanija Opel je transformisana u akcionarsko društvo pod imenom „Adam Opel AG“. Marta 1929. godine, američka kompanija Dženeral motors otkupila je 80 posto deonica u kompaniji Opel, za nešto manje od 26 miliona dolara, čime je postala glavni deoničar, da bi 1931. godine svoj udeo u vlasništvu povećala na 100 posto, dok je porodica Opel dobila 33,3 miliona američkih dolara. Preuzimanjem Opela od strane GM-a, okončana je proizvodnja bicikla i automobila za trke. Takođe je bio kraj za Opelove eksperimentalne automobile na raketni pogon iz 1927 i 1928. Opel je prvi nemački proizvođač koji je osnovao osiguravajuće društvo, kao i „Opel banku“ koja finansira kupovine automobila i ugovara plaćanje na rate.
Proizvođač automobila iz Riselshajma je uspeo da učvrsti svoju tržišnu poziciju, a do 1935. godine mu je pošlo za rukom da poveća godišnju proizvodnju na preko 100.000 vozila. Među proizvodima je i novi kamion „Blitz“, koji se proizvodi u fabrici u Brandenburgu. U to vreme, proizvođač automobila iz Riselshajma lansira tehničku inovaciju: „olympia“, prvo nemačko vozilo u serijskoj proizvodnji sa samo nosećom karoserijom od čistog čelika. Godinu dana kasnije, kompanija postavlja temelje jedne uspešne priče u klasi kompaktnih vozila sa prvim „kadetom“. Opel kadet je prodavan od 1937. do 1939. u Engleskoj za 135£. Veliki automobili, kao što je admiral sa šest cilindara i 3,6 litara, su takođe bili uspešni. Do 1936. godine Opel je postao najveći proizvođač automobila u Evropi, sa godišnjom proizvodnjom od 120.000 vozila.

### Obnavljanje Opela nakon Drugog svetskog rata
Tokom rata fabrika u Riselshajmu je polovično, a ona Brandenburgu gotovo potpuno uništena u bombardovanju. Celokupna postrojenja za proizvodnju kadeta je demontirana i preuzeta od strane Sovjeta i premeštena na Ural kao reparacija za ratnu štetu. Sovjeti su na platformi predratnog kadeta započeli proizvodnju Moskviča 400. Nakon zaustavljanja civilne proizvodnje za vreme rata, Opel je počeo da obnavlja poslovanje u periodu rekonstrukcije Nemačke. Rekonstrukcija fabrike u Riselshajmu je završena 1950. godine, a 1962, u kojoj Opel slavi svoj 100. rođendan, otvara se druga fabrika u Bohumu, gde se nastavlja proizvodnja sada novog „kadeta“. Nemačko ekonomsko čudo se povezuje sa mnogim Opelovim modelima, kao što su „Opel olimpija“, „Opel rekord P1“ i „Opel kapitan“, dok veliki broj domaćinstava ima Opelov frižider, nazvan “Frigidaire” koji obezbeđuje svežinu namirnica. Tokom šezdesetih godina 19. veka rađa se veliki broj novih Opelovih modela, koji učvršćuju Opelovu reputaciju, uključujući legendarne „Opel komodor“, „mantu“ i „GT modele“. Opel takođe ima snažno učešće u višem segmentu automobila sa prestižnom linijom KAD (kapitan, admiral, diplomat) koje su kasnije zamenili senator i monca.

### Sedamdesete i osamdesete godine
Godine 1971. desetomilioniti Opel (rekord C karavan) silazi sa proizvodne linije. U istoj godini Georg fon Opel sa Opel GT-om, obara brzinski rekord na baterijski pogon, dostigavši brzinu od 188 km/h. To dokazuje da Opel ima u obziru pitanje električne mobilnosti – decenijama pre nego što je iko i pomislio na to. Danas je Opel pionir na ovom polju: „ampera“ sa snagom od 111 kW (150 ks), opremljena revolucionarnim produživačem dometa, je prvo električno vozilo u serijskoj proizvodnji na svetu koje nije ograničeno na domet koji osigurava baterija. Od jeseni 1970. godine, proizvode se Opelovi automobili srednje klase askona i manta kupe. Ova dva modela zajedno su do 1975. godine proizvedena u 3,2 miliona primeraka. Godine 1972. Opel postaje najuspešniji proizvođač automobila u Nemačkoj sa 20,4 odsto tržišnog udela, ispred Folksvagena. Dostigao je gotovo 878 000 jedinica, što najveći broj od početka proizvodnje automobila. U Riselshajmu izlazi nova linija modela, koja akcenat stavlja na bezbednost, potrošnju i sprečavanje zagađenja životne sredine.
Tokom osamdesetih godina, pitanje kontrole emisije štetnih gasova postaje prioritet. Opel je među pionirima na ovom polju. Brend iz Riselshajma je prva nemačka kompanija koja nudi kompletnu flotu sa katalitičkim konvertorima. Od 1989. godine svi modeli su opremljeni ovom tehnologijom.

### Period poslovanja od devedesetih do danas
Godine 1990. Opel grupa je imala 57 400 zaposlenih i godišnju prodaju od 23,708 milijardi nemačkih maraka. Sa novom astrom, predstavljen je Opelov bezbednosni sistem. Ovaj sistem obuhvata zaštitu od bočnih udaraca, podupirače za sedišta i zatezače sigurnosnih pojaseva. Sa novim modelom frontera, ovaj brend ponovo dokazuje da je začetnik novih trendova. Ovo ležerno vozilo je jedan od prethodnika SUV pokreta i polako se uzdiže do pozicije lidera u tom segmentu. 1992. godine, Opel otvara vrata fabrike u Ajzenahu – u to vreme to je najsavremenija fabrika na svetu. Nakon toga Opel lansira nekoliko modela: 1997. Opel postaje prvi evropski proizvođač koji nudi ekonomičan trocilindrični motor plasiranjem modela Opel korsa. 1999. godina je obeležena premijerom zafire. Kompanija iz Riselshajma postavlja temelje rastućeg segmenta kompaktnih monokeb vozila, kao i nove standarde fleksibilnosti u enterijeru porodičnih vozila. Te iste godine Opel slavi glamurozni jubilej u proizvodnji: 50 miliona Opelovih vozila je do tada napustilo njihove fabrike. Lansiranjem modela insignija 2008. godine, Opel repozicionira brend i nastavlja sa aktuelnim modelima zafirom turer i astrom GTC turer.
Početkom 2009. budućnost Opela je izgledala nesigurna zbog toga što je Dženeral motors usled svetske ekonomske krize doveden do bankrotstva. Maja 2009, je objavljeno da je postignut dogovor o transferu većinskog dela Novog GM-a Evrope, u ruke konzorcijuma koji predstavljaju Sberbanka iz Rusije (35%), Magna International iz Kanade (20%) i Opelovi radnici i dileri (10%). Čime je predviđeno da GM zadrži manjinski deo od 35%. Ipak nakon prolaska krize i povećanja tražnje za automobilima, kompanija Dženeral motors je odstala od prodaje njemačkog automobilskog giganta.
Ipak prodaja vozila nije se ostvarila na planiranom nivou, kao ni dobit. Krajem februara 2017 grupacija PSA izrazila želju kupiti Opel i njegovu sestru britanski Voksol za 2,2 milijarde dolara, zauzvrat tražeći da vlasnik GM plati sve dugove prema britanskim i njemačkim penzijskim fondom u iznosu od 3,2 milijarde dolara, kao i garanciju da će platiti 9,8 milijardi dolara za buduće penzionere i radnike koje će biti proglašene tehnološkim viškom.

## Spoljašnje veze
- Zvanični veb-sajt